# کلک، گران‌بوی
کلک، گران‌بوی (به ترکی آذربایجانی: Kələk) یک منطقهٔ مسکونی در جمهوری آذربایجان است که در شهرستان گران‌بوی واقع شده‌است. کلک ۷۱۴ نفر جمعیت دارد.